# Fremantle Football Club
Il Fremantle Football Club è un club di football australiano di Fremantle (Australia Occidentale). Originariamente ha vestito curiose divise viola nella parte inferiore e verde bianco rosso in quella superiore, con il bianco che assumeva la forma di un'ancora: colori non legati a quelli della bandiera italiana bensì rappresentativi dell'anima marinara della squadra (il rosso e il verde sono i simboli di babordo e tribordo). Negli ultimi anni la divisa sociale è andata incontro a un restyling di maggiore semplicità, diventando interamente viola con tre linee a forma di V bianche sovrapposte sul petto (bianca con tre linee a V viola in trasferta).